# Franvillers
Franvillers é uma comuna francesa na região administrativa de Altos da França, no departamento de Somme. Estende-se por uma área de 4,77 km². Em 2010 a comuna tinha 514 habitantes (densidade: 107,8 hab./km²).